# Niamh Fahey
Niamh Fahey (ur. 13 października 1987) – irlandzka piłkarka występująca na pozycji obrońcy. Obecnie reprezentuje barwy angielskiego klubu Arsenal Ladies. Wygrała również krajowy puchar w futbolu gaelickim.

## Kariera klubowa
Grant zaczynała karierę w Salthill Devon, klubie z rodzinnego miasta. Do Arsenalu Ladies przybyła w sierpniu 2000.

## Kariera międzynarodowa
Grant rozegrała ponad 10 spotkań dla reprezentacji Irlandii, zaś wcześniej reprezentowała kraj w młodzieżowych reprezentacjach U-18 i U-19.